# Tramontana (Wind)

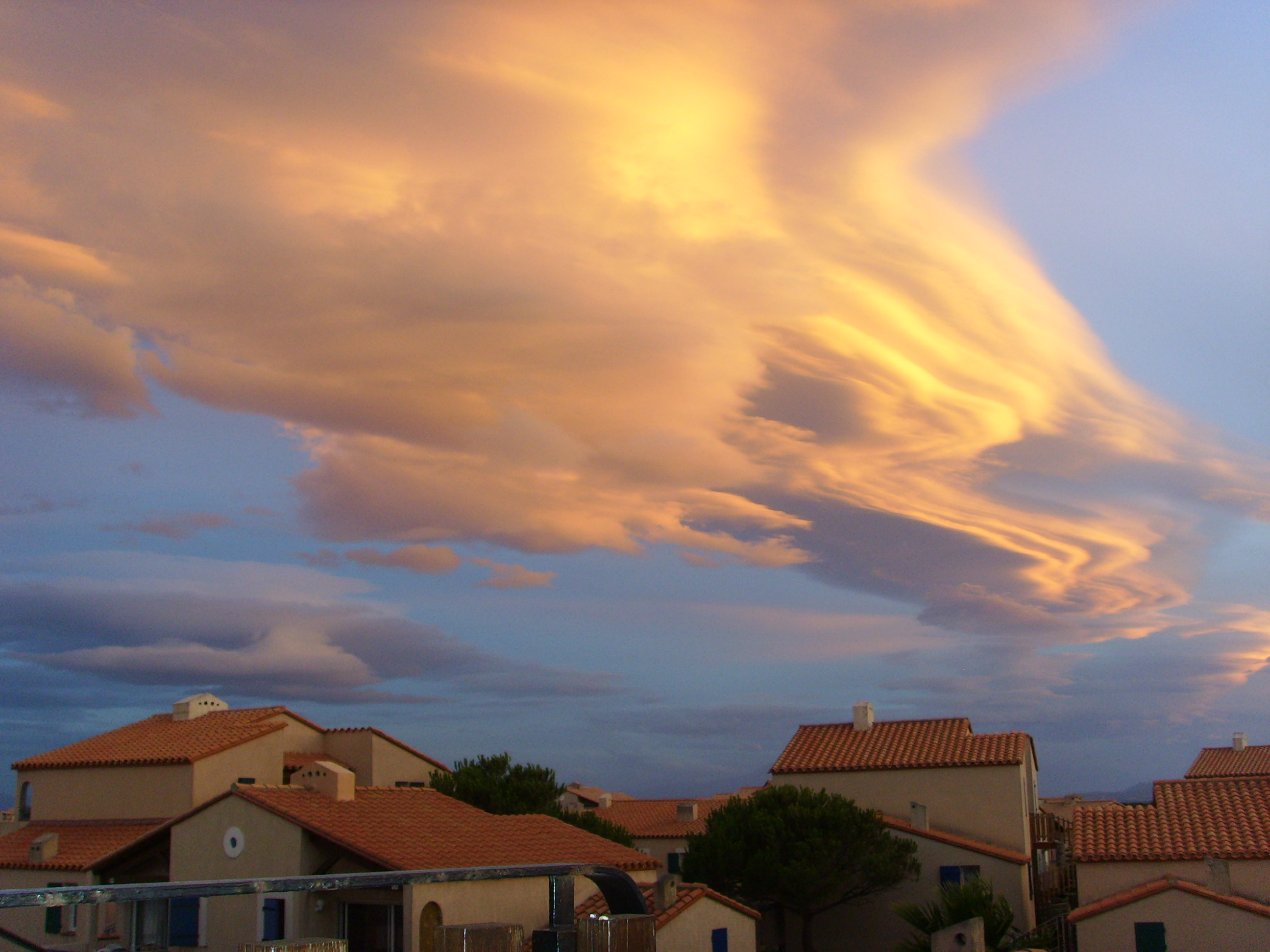
Wetterstimmung während Tramontane (Frankreich)

Die Tramontana (ital. tramontano/tramontana, lat. transmontanus „jenseits der Berge“, zu lat. mons „Gebirge“) ist ein nördlicher bis nordwestlicher, kalter, oft böiger Wind in Italien und Kroatien (kroatisch Tramuntana). In Italien frischt dieser Wind besonders häufig in der Region Ligurien auf. Vor allem im Winter in besonders starker Ausprägung in den Talmündungen, mit daraus folgenden, schnellen Temperaturstürzen. Ähnliche Winde entstehen an der französischen und der katalanischen Mittelmeerküste, die als Tramontane beziehungsweise Tramuntana bezeichnet werden.
Der Wind kann sowohl bei stabiler wolkenfreier Schönwetterlage als auch bei mittlerer bis starker Bewölkung auffrischen. Im letzteren Fall kann eine Verschlechterung der Wetterlage eintreten, gefolgt von starken Böen und Regen. In Ligurien gibt es die italienische Bezeichnung Tramontana Scura ‚dunkle Tramontana‘. Durch die Lage der ligurischen Küste zwischen den Alpen im Norden und dem Apenninbogen im Süden kommt es immer wieder zu Perturbationen von den Bergen. Daher gibt es in dieser italienischen Region die Bauernregel tramuntan-na scüa, ægua següa (ligurisch für ‚dunkle Tramontana, sicherer Regen‘).
Die Fischer der istrischen Küste haben eine überlieferte Wetterregel, die ihnen gefahrloses Ausfahren mit den Booten signalisiert: venetisch Sirocco ciaro, tramontana scura („Der Scirocco klar und die Tramontana dunkel“).
Siehe auch: Winde und Windsysteme